# Сюїта
Сюї́та (фр. suite), первісно (XVI ст.) — цикл танців, у XIX–XX ст. — циклічна музична форма, складена з кількох контрастних частин.
Термін «сюїта» був уведений у другій половині XVII століття французькими композиторами. Барокова сюїта складалася з чотирьох частин — алеманди, куранти, сарабанди і джиги. Пізніше в сюїту вводилися й інші танці, зокрема менует, гавот, пасп'є та буре. Німецькі композитори нерідко вводили на початок сюїти увертюру.
Найвідомішим автором барокових сюїт можна вважати Йоганна Себастьяна Баха, який написав цикли сюїт для клавіру — англійських, французьких та партит, а також багато сюїт для віолончелі, скрипки та флейти. Серед інших відомих авторів сюїт цієї епохи — Георг Телеманн та Георг Гендель.
З початком класичної епохи у другій половині XVIII століття жанр сюїти вважався старомодним і був витисненим симфонією та інструментальними концертами.
У XIX столітті жанр сюїти відродився, однак цей термін мав інший зміст — сюїтами називали інструментальні збірки фрагментів з більших опусів, наприклад опер чи балетів, або ж послідовності невеличких п'єс, об'єднаних тематично.
У творчості українських композиторів можна відмітити сюїти:
- для фортепіано — Миколи Лисенка, Василя Барвінського, Нестора Нижанківського;
- для струнного оркестру Мирослава Скорика;
- симфонічної — «Балетна сюїта» Антіна Рудницького,
- Сюїта «Пам'яті Лесі Українки» Андрія Штогаренка та ін.